# كولن بيل
كولن بيل (بالإنجليزية: Colin Bell)‏ (5 أغسطس 1961 بليستر في المملكة المتحدة - ) هو مدرب كرة قدم ولاعب كرة قدم بريطاني في مركز الدفاع. لعب مع ليستر سيتي وماينتس 05 وFV Bad Honnef ‏ وTuS Schloß Neuhaus ‏ وVfL Hamm/Sieg ‏.

## وصلات خارجية
- كولن بيل على موقع قاعدة بيانات كرة القدم.إي يو (الإنجليزية)
- كولن بيل على موقع بيانات كرة القدم. دي إي (الألمانية)
- كولن بيل على موقع Soccerway.com (الإنجليزية)
- كولن بيل على موقع عالم كرة القدم.نت (الإنجليزية)